# برنارد نتاغاندا
برنارد نتاغاندا مؤسس ورئيس الحزب الاجتماعي إمبيراكوري، التشكيل السياسي العاشر المعترف به في رواندا، والذي تم تشكيله في ديسمبر 2008. في 24 يونيو 2010 تم القبض على السيد برنارد نتاغاندا وحكم عليه بالسجن لمدة 4 سنوات بسبب ما اعتبرت الحكومة مظاهرات غير قانونية. أطلق سراحه في يونيو 2014 بعد أن قضى مدة أربع سنوات.